# Kellie Rasberry
Kellie Rasberry Evans (ur. 13 kwietnia 1967) – amerykańska osobowość radiowa i telewizyjna, najbardziej znana jako współprowadząca popularny program radiowy The Kidd Kraddick Morning Show.

## Życiorys
Urodziła się 13 kwietnia 1967 roku. W latach 1991-1993 studiowała na Uniwersytecie Francis Marion i otrzymała Bachelor’s degree z języka angielskiego. Początkowo planowała karierę aktorską, ale na konwencie talentów została zauważona i zatrudniona przez właściciela lokalnej stacji radiowej we Florence w stanie Karolina Południowa. Prowadziła reportarze lokalne i poranny program radiowy. Od 31 maja 1994 roku jest współprowadzącą program poranny The Kidd Kraddick Morning Show, nadawany w radiach KHKS i 106.1 Kiss FM. Współprowadziła też podcasty A Sandwich and Some Lovin ze swoim mężem Allenem Evansem i Love Letters to Kellie z Robertem Ehrmanem. W maju 2019 roku za swoje osiągnięcia jako współprowadząca krajowy program otrzymała nagrodę Gracie Award od organizacji Alliance for Women in Media. W tym samym roku grupa Mentoring and Inspiring Women in Radio przyznała jej nagrodę MIW Airblazer Award.

## Życie prywatne
Jest żoną Allena Evansa. Mają troje dzieci: Emmę Kelly, Cole'a i Dylana. W 2017 roku zmieniła imię na Kellie Rasberry Evans.